# Pseudovolucella malayana
Pseudovolucella malayana är en tvåvingeart som beskrevs av Charles Howard Curran 1928. Pseudovolucella malayana ingår i släktet Pseudovolucella och familjen blomflugor. Inga underarter finns listade i Catalogue of Life.